# فرانسيسكو مانسبو
فرانسيسكو مانسبو (بالإسبانية: Paco Mancebo)‏ (و. 1976  م) هو راكب دراجة هوائية إسباني، ولد في مدريد، شارك في طواف إسبانيا، وطواف فرنسا، مركز لعبه هو متخصص التسلق ‏.

## سجل الفوز

### سباقات أو مراحل فاز بها
| التاريخ        | السباق                             | المركز                                           |
| -------------- | ---------------------------------- | ------------------------------------------------ |
| 25 يوليو 1997  | برويبا فيلافرانسا دي أورديزيا 1997 |                                                  |
| 03 أبريل 1998  | 1998 Trofeo Foral de Navarra       | الفائز في التصنيف العام                          |
| 25 يوليو 1999  | سباق طواف فرنسا 1999               | الرابع في تصنيف أفضل شاب                         |
| 31 يوليو 1999  | سيركويتو دي جيتكسو 1999            |                                                  |
| 01 يناير 2000  | 2000 Clásica a los Puertos         | الفائز في التصنيف العام                          |
| 01 يناير 2000  | طواف إيطاليا 2000                  | المرتبة 20 في التصنيف العام                      |
| 12 مارس 2000   | 2000 باريس-نايس                    | الأول في تصنيف أفضل شاب، الثالث في التصنيف العام |
| 01 أبريل 2000  | جائزة ميغيل إندوراين 2000          | المرتبة 13 في التصنيف العام                      |
| 20 يونيو 2000  | روتي دو سود 2000                   |                                                  |
| 23 يوليو 2000  | سباق طواف فرنسا 2000               | الأول في تصنيف أفضل شاب، التاسع في التصنيف العام |
| 04 أغسطس 2000  | 2000 فولتا كاستيلا ليون            | الفائز في التصنيف العام                          |
| 01 يناير 2002  | طواف برغش 2002                     | الفائز في التصنيف العام                          |
| 24 مايو 2003   | 2003 فولتا كاستيلا ليون            | الفائز في التصنيف العام                          |
| 07 يونيو 2003  | Classique des Alpes 2003           | الفائز في التصنيف العام                          |
| 23 أكتوبر 2005 | كأس اليابان للدراجات 2005          |                                                  |
| 11 يونيو 2006  | سباق دوفين للدراجات 2006           | الأول في تصنيف النقاط، العاشر في تصنيف الجبال    |
| 28 يناير 2007  | طواف سان لويس 2007                 |                                                  |
| 22 يوليو 2007  | طواف بحيرة تشينغهاي 2007           |                                                  |
| 20 يوليو 2008  | طواف كوميونيداد مدريد 2008         |                                                  |
| 01 يناير 2009  | فولتا أستورياس 2009                | الفائز في التصنيف العام                          |
| 15 أغسطس 2010  | سباق جوادلوب 2010                  | الفائز في التصنيف العام                          |
| 22 أغسطس 2010  | طواف يوتا 2010                     |                                                  |
| 19 سبتمبر 2010 | طواف بلغاريا 2010                  |                                                  |
| 01 يناير 2011  | طواف غيلا 2011                     | الفائز في التصنيف العام                          |
| 19 يونيو 2011  | 2011 Tour de Beauce                | الفائز في التصنيف العام                          |
| 01 يناير 2012  | 2012 Joe Martin Stage Race         | الفائز في التصنيف العام                          |
| 01 يناير 2013  | 2013 Joe Martin Stage Race         |                                                  |
| 05 مايو 2013   | طواف غيلا 2013                     |                                                  |
| 06 أبريل 2014  | طواف تايلاند 2014                  |                                                  |
| 01 يونيو 2014  | طواف كومانو 2014                   | الفائز في التصنيف العام                          |
| 01 ديسمبر 2014 | طواف الشارقة 2014                  |                                                  |
| 18 يناير 2015  | طواف مصر 2015                      | الفائز في التصنيف العام                          |
| 01 ديسمبر 2015 | طواف الشارقة 2015                  |                                                  |
| 13 ديسمبر 2015 | Jelajah Malaysia 2015              | الفائز في التصنيف العام                          |
| 10 مارس 2016   | طواف تايوان 2016                   |                                                  |
| 28 أكتوبر 2016 | طواف الشارقة 2016                  |                                                  |
| 12 أغسطس 2018  | سباق جوادلوب 2018                  |                                                  |
| 12 فبراير 2019 | Ronda Pilipinas 2019               | الفائز في التصنيف العام                          |
| 12 مايو 2019   | طواف كوميونيداد مدريد 2019         | الأول في تصنيف الجبال                            |
| 10 أكتوبر 2021 | 2021 Oita Urban Classic            | الفائز في التصنيف العام                          |

## روابط خارجية
- فرانسيسكو مانسبو على موقع الاتحاد الدولي للدراجات (الإنجليزية)
- فرانسيسكو مانسبو على موقع أرشيف الدراجات (الإنجليزية)
- فرانسيسكو مانسبو على موقع إحصائيات الدراجات الإحترافية (الإنجليزية)
- فرانسيسكو مانسبو على موقع نسبة الدراجات (الإنجليزية)
- فرانسيسكو مانسبو على موقع CycleBase (الإنجليزية)